# Rune Rosén
Sven Rune Rosén, född 8 september 1922 i Säby församling i Småland, död 12 juli 1990 i Borås, var en svensk fotbollsspelare (högerinner).
Rosén representerade IF Elfsborg mellan 1945 och 1952, och gjorde sammanlagt 112 allsvenska matcher (39 mål) för klubben. Han spelade 1950 en A-landskamp (ett mål) för Sverige, och gjorde även två B-landskamper.